# Carlos Tejedor

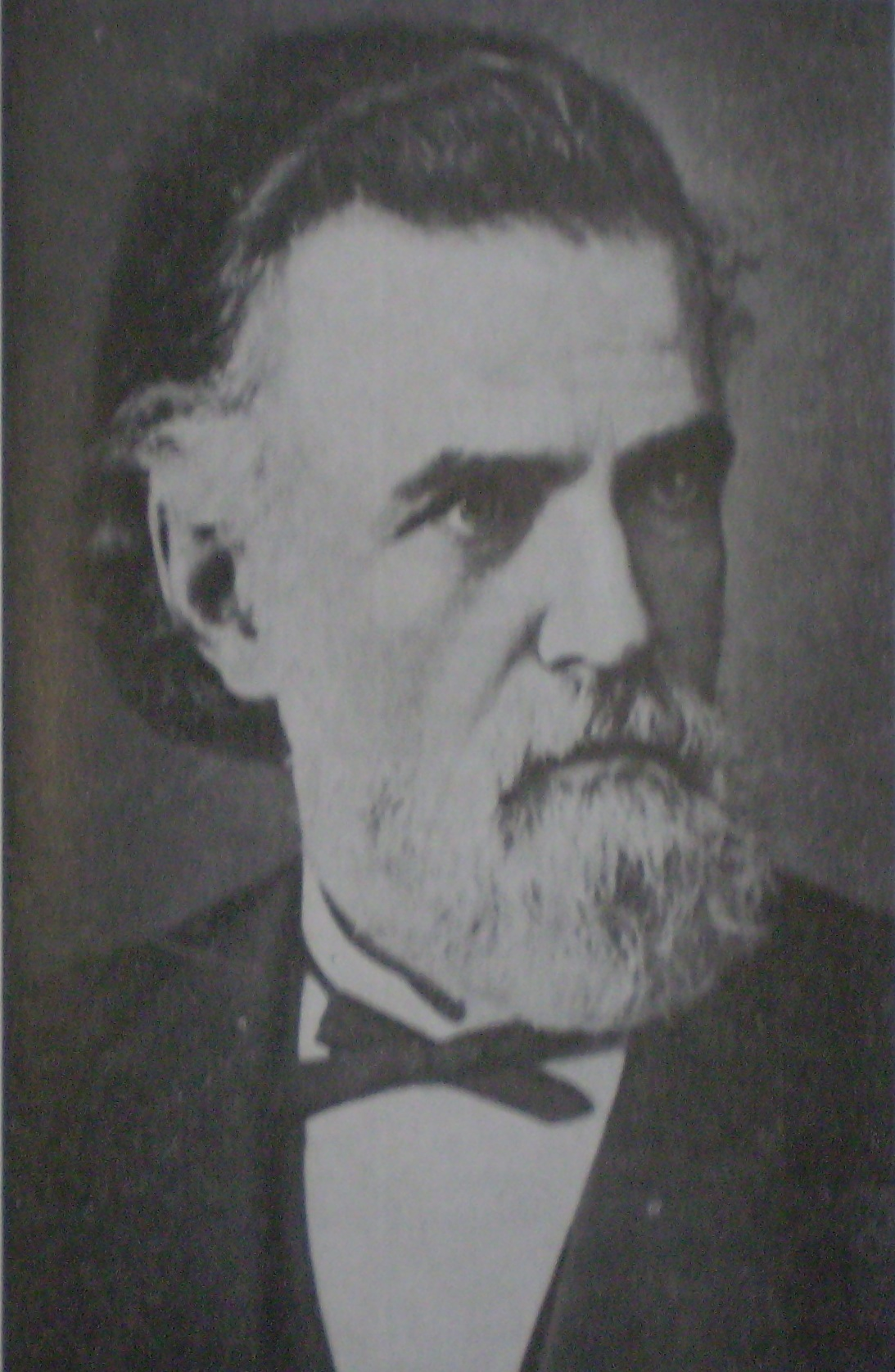
Carlos Tejedor

Carlos Tejedor (Buenos Aires, 4 de novembro de 1817 – 3 de janeiro de 1903) foi um jurisconsulto e político argentino, governador da Província de Buenos Aires entre 1878 e 1880. Foi uma das mais intransigentes figuras do centralismo portenho.